# Demétrio Albuquerque
Demétrio Albuquerque Silva Filho (Teresina, 7 de novembro de 1961) é um arquiteto e escultor brasileiro.

## Biografia
Estudou arquitetura pela Universidade Federal de Pernambuco no período de 1981 a 1988 onde também entrou em contato com pintura e escultura. Já no ano de 1988 ele participou como membro da equipe vencedora do concurso público, elaborado pela prefeitura de Recife, para a elaboração e construção do Monumento Tortura Nunca Mais.
Residiu no Japão no período de 1993 a 1996 onde estudou arte de cerâmica japonesa.
Atualmente reside na cidade de Olinda onde possui um ateliê.